# Kurt Gerstein

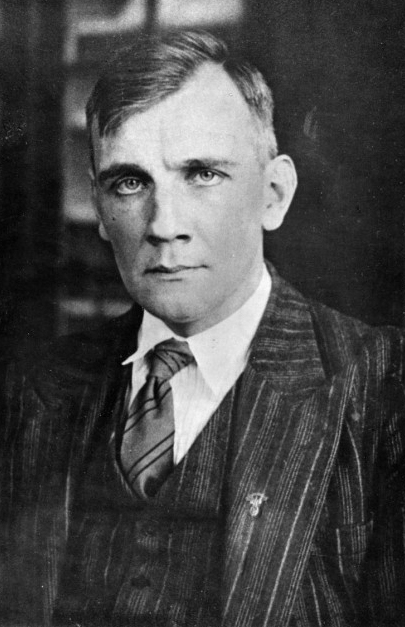
Kurt Gerstein

Kurt Gerstein (* 11. August 1905 in Münster; † 25. Juli 1945 in Paris) war ein deutscher Hygienefachmann der Waffen-SS, zuletzt im Rang eines SS-Obersturmführers.
In den Vernichtungslagern Belzec und Treblinka war er 1942 Augenzeuge des probeweisen Einsatzes von Abgasen bei Massenmorden; ebenso wusste er von der späteren Verwendung von Zyklon B für den gleichen Zweck. Noch während des Zweiten Weltkriegs versuchte Gerstein, das neutrale Ausland über seine Beobachtungen zu informieren. Nach der bedingungslosen Kapitulation der Wehrmacht legte er seine Erkenntnisse schriftlich nieder. Der Gerstein-Bericht wurde im Nürnberger Prozess gegen die Hauptkriegsverbrecher als Beleg für die Liefermengen von Zyklon B nach Auschwitz erwähnt.
Gersteins Persönlichkeit und Rolle sind in der Geschichtswissenschaft umstritten: Manche Historiker sehen ihn als einen der Bekennenden Kirche nahestehenden Christen, der versuchte, Informationen über die Verbrechen der Nationalsozialisten zu erlangen und gegen das NS-Regime zu verwenden. Andere sehen in ihm den Mittäter, der sein Fachwissen zur „Verbesserung“ der Massenmordmethoden weitergab und erst nach der Kapitulation Deutschlands versuchte, sich als heimlichen Kämpfer im Widerstand gegen den Nationalsozialismus darzustellen.

## Leben
Kurt Gersteins Eltern waren der Landgerichtspräsident Ludwig Gerstein (1868–1954) und dessen Frau Klara geb. Schmemann. Der Vater war Ehrenmitglied des Corps Teutonia zu Marburg. Als sechstes von sieben Kindern galt Kurt Gerstein seinen Eltern als das schwierigste ihrer Kinder. Er fiel den Lehrern als intelligenter, aber aufsässiger Schüler durch viele Streiche auf. Nach dem Umzug seiner Familie nach Neuruppin 1921 fand er durch befreundete Familien Kontakt zur evangelischen Kirche. Als Mitarbeiter und Leiter von Schülerbibelkreisen setzte er sich für Alkoholikerfürsorge und gegen außereheliche Sexualität ein. Nach dem Abitur 1925 schloss er sich dem Christlichen Verein Junger Männer (CVJM) an. 1925–1931 studierte er zunächst an der RWTH Aachen und der Philipps-Universität Marburg Bergbau. Am 28. Juli 1929 wurde er als Gerstein VII Corpsschleifenträger von Teutonia Marburg. Dass er den Trinkzwang für unvereinbar mit dem Christsein hielt, führte zum vorübergehenden Ausschluss aus seinem Corps. Er wechselte an die Technische Hochschule Berlin. Seit 1931 Bergreferendar und seit 1935 Bergassessor, war er beschäftigt bei der Bergwerksdirektion Saarbrücken.

### NSDAP-Mitglied
Gerstein trat zum 1. Mai 1933 der NSDAP (Mitgliedsnummer 2.136.174) und 1934 der SA bei. Als evangelischer Jugendführer, Mitglied der Bekennenden Kirche und des CVJM sowie Mitarbeiter in Bibelkreisen kam er in Konflikt mit der religionsfeindlichen Politik der NSDAP. Weil er im „Verein deutscher Bergleute“ Propaganda für die Bekennende Kirche machte, wurde er am 24. September 1936 das erste Mal in Saarbrücken verhaftet und saß bis zum 18. Oktober in Schutzhaft. Daraufhin wurde er aus der Partei ausgeschlossen, womit auch seine Betätigung im Staatsdienst ihr Ende fand. Den Parteiausschluss focht er auf Drängen seiner Familie an, worauf der Ausschluss in eine etwas ehrenvollere Entlassung aus der Partei umgewandelt wurde. Am 14. Juli 1938 wurde er an seinem Wohnort Tübingen ein zweites Mal verhaftet, kam ins Schutzhaftlager Welzheim, wurde aber sechs Wochen später, am 28. August, wieder freigelassen, weil man die gegen ihn erhobenen Anschuldigungen nicht aufrechterhalten konnte. 

### Eintritt in die SS
Im Dezember 1936 begann Gerstein sein Medizinstudium in Tübingen. Anfang 1941 meldete er sich als Freiwilliger bei der SS und trat am 13. März 1941 in die Waffen-SS ein. Nach dem Krieg erklärte er seinen Eintritt folgendermaßen:

„Als ich von der beginnenden Umbringung der Geisteskranken in Grafeneck und Hadamar und andernorts hörte, beschloss ich, auf jeden Fall den Versuch zu machen, in diese Öfen und Kammern hineinzuschauen, um zu wissen, was dort geschieht.“

Seine militärische Ausbildung erhielt er in Hamburg-Langenhorn, Arnheim und Oranienburg. Aufgrund seiner medizinischen Kenntnisse kam er schließlich zum Hygiene-Institut der Waffen-SS. Dort wurde er im Januar 1942 Chef der Abteilung Gesundheitstechnik und war zuständig für den technischen Desinfektionsdienst. Damit hatte er für die Beschaffung von Zyklon B zu sorgen, das regelmäßig in großen Mengen zur Entwesung von Kleidung und Unterkünften benötigt wurde.

### Zeuge des Holocaust
Im August 1942 erhielt Gerstein den Auftrag, in den Vernichtungslagern Belzec und Treblinka den Massenmord an Menschen mittels Abgasen zu beobachten und Verfahren für eine „Verbesserung“ zu entwickeln. Gemeinsam mit Rolf Günther und dem Hygieniker Wilhelm Pfannenstiel wurde er hierbei Zeuge, wie Menschen in Gaskammern mit Motorabgasen umgebracht wurden. Seine Aufgabe war es, zu prüfen, ob die Vergasungsanlagen auf Zyklon B umgerüstet werden könnten. Seiner späteren Darstellung (April 1945) zufolge war er über das, was er gesehen hatte, so erschüttert, dass er auf der Zugrückfahrt von Treblinka am 20. August 1942 dem Sekretär der schwedischen Gesandtschaft Göran von Otter seine Erlebnisse erzählte mit der Bitte, diese an das Ausland weiterzugeben. Göran von Otter setzte daraufhin den evangelischen früheren Generalsuperintendenten und späteren Bischof Otto Dibelius und den katholischen Bischof Konrad Graf von Preysing in Kenntnis, jedoch ohne Folgen. Auch unternahm Gerstein einen Versuch, den Apostolischen Nuntius und die Schweizer Gesandtschaft in Berlin aufzusuchen, was jedoch scheiterte. Desgleichen gelang es ihm nicht, seinen Vater, einen pensionierten Richter, vom Ausmaß des Verbrechens zu überzeugen.
Als ihn im Februar 1943 sein niederländischer Freund Ubbink besuchte, erzählte er auch ihm, was er gesehen hatte, und drängte ihn, die Informationen über die Massentötungen in den Konzentrationslagern an den niederländischen Widerstand weiterzugeben, damit sie per Funkspruch London erreichten, was auch geschah. Auch diese Aussage wurde nach dem Krieg durch einen Zeitzeugen belegt.
Im Laufe der Zeit wurde Gerstein immer weiter in die Vernichtungsmaschinerie hineingezogen, da er im Rahmen seines Dienstes auch Zyklon B beschaffen musste, das für die Tötung von Menschen bestimmt war. Er forderte von der Degesch eine Sonderform des Zyklon B an, das keinen Warn- und Reizstoff enthielt. Allerdings will er diese Lieferungen dann als überlagert und verdorben erklärt oder nur zur Bekämpfung von Läusen verwendet haben.
Seine Verstrickung und das Wissen darum, was in den Konzentrationslagern geschah, führte ihn (nach eigenen Angaben) in immer tiefere Depression und Verzweiflung. Trotzdem versuchte er weiter, vom Regime bedrohten Menschen zu helfen. Zum Beispiel verteilte er gefälschte Ausweise, die den Träger als Angestellten der SS auswiesen, womit er sich selbst in Gefahr brachte.

### Zeugenaussage und Tod
Am 22. April 1945 stellte sich Gerstein in Reutlingen der französischen Armee und wurde interniert. Er bot sich als Zeuge an und händigte dem amerikanischen „Field Team“ am 5. Mai 1945 in Rottweil mehrere Dokumente und Schriftstücke aus, darunter eine auf Französisch abgefasste und auf den 26. April datierte sechsseitige Fassung seines Lebenslaufes, seiner Tätigkeit und Erlebnisse sowie eine zweiseitige Kurzfassung in englischer Sprache. Er verfasste das Dokument auf einer geliehenen Schreibmaschine während der Gefangenschaft in der Predigerkirche in Rottweil, die bei Kriegsende als Gefangenenlager genutzt wurde.  Ein Jahr später wurde eine auf den 4. Mai datierte deutsche Parallelfassung in Rottweil sichergestellt, die sprachlich klarer ist, keine verallgemeinernde Schätzung der Opferzahl enthält und in dieser Form heute als „Gerstein-Bericht“ zitiert wird. Der Wert des Berichts besteht in der Schilderung der Vorgänge in Belzec. An seiner Authentizität und Gersteins subjektivem Willen zur Genauigkeit und Wahrhaftigkeit besteht kein Zweifel.
Gerstein war zunächst in einer Art Ehrenhaft und konnte sich zwischen Tübingen und Rottweil frei bewegen. Dann wurde er nach Paris gebracht und dort als Angeklagter vernommen. Am 25. Juli 1945 wurde er in seiner Zelle im Pariser Militärgefängnis Cherche-Midi erhängt aufgefunden. Es ist umstritten, ob er durch Suizid starb oder von Mitgefangenen ermordet wurde. Gerstein wurde auf dem Pariser Friedhof Cimetière parisien de Thiais in Thiais, südlich der Hauptstadt, beerdigt. Sein Grab ist nicht mehr auffindbar.

## Rehabilitierung
Gersteins Rolle wurde im Prozess gegen Gerhard Peters von der Deutschen Gesellschaft für Schädlingsbekämpfung durchleuchtet. Das Gericht hielt es nicht für erwiesen, dass das von Gerstein angeforderte Zyklon B ohne Warnstoff zur Ermordung verwendet wurde, schloss dies aber auch nicht aus. Gerstein wurde in der Entnazifizierung als belastet eingestuft. Im Spruch der Entnazifizierungskammer hieß es, Gerstein sei auf seinem Posten zwangsläufig zum Handlanger des organisierten Massenmordes geworden und hätte sich von dort wegmelden müssen. Auch in einem Revisionsverfahren kam es zu keinem günstigeren Urteil. Den Hinterbliebenen wurde die Auszahlung einer Erbschaft in Höhe von 3000 US-Dollar versagt. Die Witwe sollte Verfahrenskosten in Höhe von 24.000 Reichsmark begleichen.
Eine Intervention von Hermann Ehlers und ein Gnadengesuch beim Ministerpräsidenten von Baden-Württemberg Gebhard Müller blieben in der Sache erfolglos; der Witwe wurden jedoch die Kosten des Verfahrens erlassen. Ein Antrag auf „Kriegshinterbliebenenrente“ nach dem Bundesversorgungsgesetz wurde 1962 letztinstanzlich abgewiesen. Erst 1963 begann das Umdenken. Issy Wygoda setzte sich für Gersteins Rehabilitierung ein; auch der Zentralrat der Juden würdigte Gerstein. Mit der Uraufführung von Rolf Hochhuths Der Stellvertreter wurde das Schicksal Kurt Gersteins einer breiteren Öffentlichkeit bekannt. 1965 schließlich stufte Ministerpräsident Kurt Georg Kiesinger Gerstein in die Gruppe der „Entlasteten“ um. 1969 erhielt die Witwe eine Rente nach dem Bundesergänzungsgesetz zugesprochen.
In den 1990er-Jahren hat die Auseinandersetzung um die Neubewertung der Person Gersteins erneut begonnen. Die erste große Biografie erschien nicht in Deutschland, sondern 1995 in Frankreich. 2018 haben Hermann Kaienburg und Andrej Angrick eine genauere Überprüfung zur Bewertung gefordert.

## Literarische Verarbeitung
Literarisch wurde die Figur des Kurt Gerstein im Drama Der Stellvertreter (1963) von Rolf Hochhuth verarbeitet, cineastisch in der erfolgreichen französischen Verfilmung des Werkes durch Constantin Costa-Gavras aus dem Jahre 2002, die ihn ganz in den Mittelpunkt der Handlung stellt. Im Film wird Gerstein von Ulrich Tukur dargestellt.

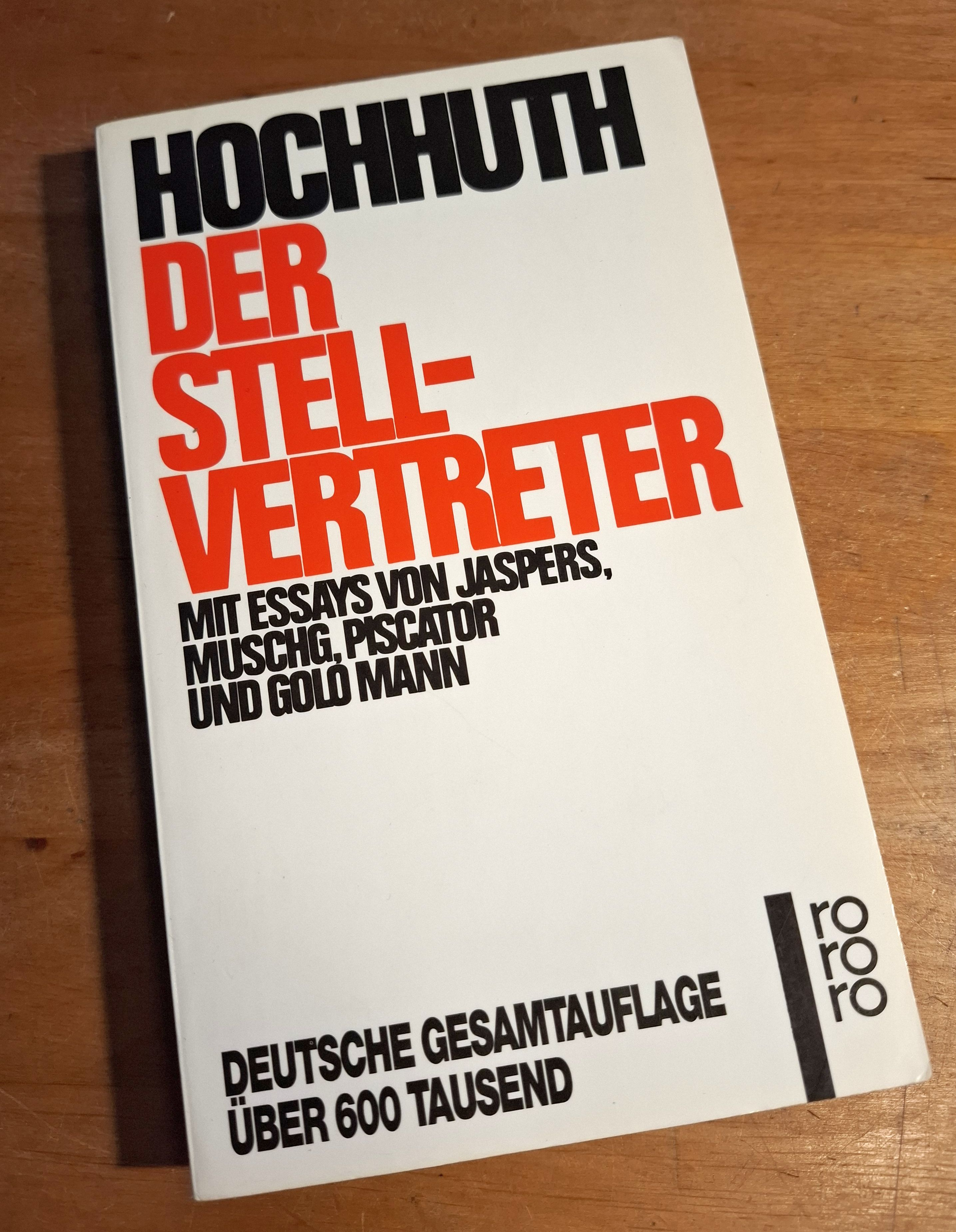
Hochhuths Schauspiel "Der Stellvertreter" Ausgabe 1992

### Biografien
- Dieter Gräbner, Stefan Weszkalnys: Der ungehörte Zeuge. Kurt Gerstein – Christ, SS-Offizier, Spion im Lager der Mörder. Conte, Saarbrücken 2006, ISBN 3-936950-45-8.
- Saul Friedländer: Kurt Gerstein oder die Zwiespältigkeit des Guten. (Originaltitel: Kurt Gerstein ou l’ambiguité de bien, Castermann, Paris 1967, übersetzt von Jutta und Theodor Knust), Beck’sche Reihe 1789, München 2007, ISBN 3-406-54825-3 (deutsche Erstausgabe: Bertelsmann, München 1968; Kurzfassung: Spion im Lager der Mörder, Der Spiegel, 23. Dezember 1968).
- Jürgen Schäfer: Kurt Gerstein – Zeuge des Holocaust. Ein Leben zwischen Bibelkreisen und SS. In: Beiträge zur Westfälischen Kirchengeschichte, Band 16. Luther, Bielefeld 1999, ISBN 3-7858-0407-5.
- Bernd Hey, Matthias Rickling, Kerstin Stockhecke: Kurt Gerstein (1905–1945). Widerstand in SS-Uniform. In: Schriften des Landeskirchlichen Archivs der Evangelischen Kirche von Westfalen Band 6, 4. Auflage, Verlag für Regionalgeschichte, Bielefeld 2010 (Erstauflage 2003, ISBN 3-89534-486-9), ISBN 978-3-89534-776-4.
- Pierre Joffroy: Der Spion Gottes. Aufbau, Berlin 2002, ISBN 3-7466-8017-4.
- Gerhard Hirschfeld, Tobias Jersak (Hrsg.): Karrieren im Nationalsozialismus: Funktionseliten zwischen Mitwirkung und Distanz, Campus, Frankfurt am Main, New York, NY 2004, ISBN 3-593-37156-1, S. 255–264.
- Sebastian Sigler, Klaus Gerstein: Der einsame Weg des Kurt Gerstein. In: Sebastian Sigler (Hg.): Corpsstudenten im Widerstand gegen Hitler. Duncker & Humblot, Berlin 2014, ISBN 978-3-428-14319-1, S. 289–321.
- Ludwig (V) Emil Gerstein (1868–1954): Wie sind wir miteinander verwandt? Bearbeitet und neu herausgegeben von Rolf Stamm und Hans Joachim Gerstein, Bonn 2013, ISBN 978-3-416-03400-5, S. 112–116.

### Drama
- Rolf Hochhuth: Der Stellvertreter. Ein christliches Trauerspiel, mit Beiträgen von Adolf Muschg, Erwin Piscator, Karl Jaspers, Golo Mann; 40. Auflage. rororo 10997, Reinbek bei Hamburg 1967ff, ISBN 978-3-499-10997-3 (1963 durch Erwin Piscator in Berlin uraufgeführt, seither in über 25 Ländern gespielt, Gesamtauflage über 1 Mio.)

### Dokumente
- Sammlung Kurt Gerstein (Bestand 5.2) des Landeskirchlichen Archivs Bielefeld

## Filme
- Kurt Gerstein – oder die Geschichte eines extremen Gewissens. Dokumentarfilm von Otto Laurisch nach einem Manuskript von Joachim Burkhardt, ARD-SFB, 13. August 1968 / 6. März 1969 (Wh.), 45 Min.
- Kurt Gerstein – Zeuge der Wahrheit. Dokumentarfilm von Phillipe Labrune, Frankreich 2007, 70 Min. (Sendung auf arte tv am 6. April 2007, Videoauszüge aus der Dokumentation mit dem Real Player hier).
- Kurt Gerstein – Der Christ, das Gas und der Tod. Ein Film von Claus Bredenbrock und Pagonis Pagonakis. Dokumentation des LWL-Medienzentrums für Westfalen, Deutschland 2007, ca. 30 Min. (LWL-Medienzentrum für Westfalen: Begleitheft zum Film. (PDF; 321 kB), Münster 2007, ISBN 978-3-923432-55-4).
- Der Stellvertreter. Verfilmung des gleichnamigen Dokumentarschauspiels von Rolf Hochhuth durch Constantin Costa-Gavras, Deutschland/Frankreich/Rumänien 2002.
- Aus Schweden kein Wort – Ein Diplomat und der Holocaust. Dokumentarfilm von Carl Svensson, Schweden 2017.